# ハマー・デロバート

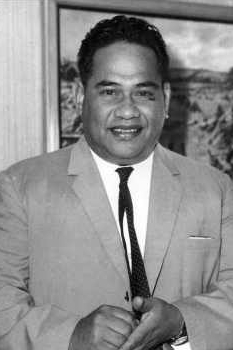
ハマー・デロバート(1968年)

ハマー・デロバート（Hammer DeRoburt、1922年9月25日-1992年7月15日）は、ナウルの政治家。ナウル共和国初代大統領を務めた後、4代、6代、8代大統領も務めた。
デロバートは島の首長の家系に生れ、1951年に酋長会議に代わってナウル地方政府評議会が設立されるとその議員に選ばれ、1955年には議長となった。デロバートの元でナウルは独立運動を展開し、1967年にはナウルのリン鉱石事業を2000万オーストラリア・ドルでナウル地方政府評議会に譲渡させ、ナウルの経済基盤を確立した。1968年1月31日にナウルが独立するとデロバートはナウル共和国初代大統領となり、また地方評議会議長兼主席酋長も兼任した。
大統領となると、デロバートはリン鉱石の富を国民に還元することに腐心した。リン鉱石から得た富は政府と地方評議会に二分され、国民には採掘場に持っている土地に応じて地方評議会から使用料が支払われるようになった。ナウルでは富の集中が起こっておらず、ほとんどの住民が土地を所有していたため、この方法によって非常に平等な分配が行われるようになった。ナウルは世界一の国民所得を誇るようになったが、一方でデロバートはリン鉱石枯渇後の対策に失敗し、彼の死後しばらくして富の枯渇したナウルは非常な混乱に見舞われることとなった。
デロバートは大統領として行政を、評議会議長として富の分配と伝統的権威を握っていたが、やがて体制への不満が募り、1976年にはバーナード・ドウィヨゴ率いる改革派が議会の過半数を制し、デロバートは下野した。しかし富と伝統を握る評議会議長の座からは離れなかったため、政権を運営できなくなったドウィヨゴは1978年5月に下野し、デロバートが再び政権の座に着いた。以後、短い間の下野はあったものの、1989年8月17日まで彼はおおむね政権を維持し続けた。
1992年7月15日、デロバートはメルボルンの病院で糖尿病により亡くなった。